# Philaenus bimaculatus
Philaenus bimaculatus is een halfvleugelig insect uit de familie Aphrophoridae. De wetenschappelijke naam van deze soort is voor het eerst geldig gepubliceerd in 1801 door von Schrank.